# 吉吉加
吉吉加是埃塞俄比亞東部的城市，也是索馬里州的首府，海拔1,609米，位於哈勒爾以東80公里。根據埃塞俄比亞中央統計局2005年的人口普查資料，吉吉加總人口約98,076人，其中男性50,355人，女性47,721人，索馬里人佔61.58%。雖然這地區植物不多，但曾經是非洲野犬的棲息地，後來因人口膨脹而遷居別地。